# I-203 (sous-marin)
L'I-203 (イ-203) est un sous-marin de classe Sen-Taka (伊二百一型潜水艦, I-ni-hyaku-ichi-gata sensuikan) ou classe I-201 en service dans la marine impériale japonaise durant la Seconde Guerre mondiale.
Le I-203 était l'un des trois sous-marins de la classe I-201 à avoir été achevé pendant la Seconde Guerre mondiale.
Il a été mis en service en mai 1945, et la guerre s'est terminée avant qu'il ne puisse effectuer une patrouille opérationnelle. Il s'est rendu à la marine américaine (US Navy) en 1945 et a été coulé comme cible en 1946.

## Conception et description
Les sous-marins de la classe I-201 ont été dérivés du sous-marin expérimental à grande vitesse n°71. Ils avaient un déplacement de 1 312 tonnes en surface et 1 473 tonnes en immersion. Les sous-marins mesuraient 79 mètres de long, avaient une largeur de 5,8 mètres et un tirant d'eau de 5,4 mètres. Ce sont les sous-marins japonais qui ont plongé le plus profondément pendant la Seconde Guerre mondiale, avec une profondeur de 110 m.
Pour la navigation en surface, les sous-marins étaient équipés de deux moteurs diesel de 1 375 chevaux-vapeur (1 025 kW), chacun entraînant un arbre d'hélice. Lorsqu'ils étaient immergés, chaque hélice était entraînée par un moteur électrique de 2 500 chevaux-vapeur (1 864 kW). Ils pouvaient atteindre 15,2 nœuds (28,2 km/h) en surface et 19 nœuds (35 km/h) sous l'eau. En surface, la classe I-201 avait une autonomie de 5 800 milles nautiques (10 700 km) à 14 nœuds (26 km/h) ; en immersion, ils avaient une autonomie de 135 milles nautiques (250 km) à 3 nœuds (5,6 km/h). Ils étaient équipés d'un snorkel pour leur permettre de faire tourner leurs moteurs diesel sous l'eau.
Les sous-marins étaient armés de quatre tubes lance-torpilles internes de 53,3 cm à l'avant. Ils transportaient un total de 10 torpilles. Ils étaient également armés de deux supports simples pour les canons antiaériens Type 96 de 25 mm.

## Construction et mise en service
Construit par l'Arsenal naval de Kure au Japon, le I-203 est mis sur cale le 1er juin 1944 sous le numéro 4503. Il est lancé le 20 octobre 1944 et achevé et mis en service le 29 mai 1945,.

## Historique

### Seconde Guerre mondiale
Lors de sa mise en service, le I-203 a été rattaché au district naval de Kure et affectée à la 33e division de sous-marins de l'escadron de sous-marins de Kure Il a été réaffecté le 25 juin 1945 au 11e escadron de sous-marins de la 6e Flotte,.
Le 15 août 1945, le I-203 se trouvait à Maizuru, au Japon, avec ses navires jumeaux (sister-ships) I-201 et I-202 lorsqu'il fut réaffecté à la 15e division de sous-marins de la 6e Flotte,,. Le même jour, les hostilités entre le Japon et les Alliés prirent fin. Le Japon s'est officiellement rendu lors d'une cérémonie à bord du cuirassé de la marine américaine USS Missouri (BB-63) dans la baie de Tokyo le 2 septembre 1945, et le I-203 s'est rendu aux Alliés, à Maizuru ce jour-là.

### Après-guerre
En novembre 1945, le I-203 a quitté Maizuru à destination de Sasebo, au Japon, qu'il a atteint le 25 novembre 1945. Les Japonais l'ont rayé de la liste de la Marine le 30 novembre 1945,. Le 12 décembre 1945, il s'est mis en route de Sasebo pour des essais en mer, avec un équipage américain. Entre le 28 décembre 1945 et le 8 janvier 1946, il a pris la mer avec le I-201 depuis Sasebo pour une série d'essais en mer avec des équipages de la marine américaine, soutenus par le ravitailleur de sous-marins USS Euryale (AS-22).
Le 13 janvier 1946, à 7h30, les I-201 et I-203 font route de Sasebo en compagnie du 'Euryale et du navire de sauvetage USS Current (ARS-22) à destination de Pearl Harbor, à Hawaii, avec des escales prévues à Guam dans les îles Mariannes, à Eniwetok dans les îles Marshall et dans l'atoll Johnston. Les navires se sont dirigés plein sud vers Guam en formation de colonne, avec le Euryale en tête, suivi du I-201, du I-203 et du Current, chaque navire se trouvant à 1 400 m devant et derrière lui. Alors qu'ils se dirigeaient vers Guam, les navires sont sortis d'un typhon, au cours duquel les deux sous-marins ont subi des pannes de moteur et de I-201 a connu une panne de direction,. Après des réparations en mer, les navires sont arrivés au port d'Apra sur Guam à 16h15 le 21 janvier 1946, recevant un accueil tapageur,. Les équipages ont obtenu une permission à terre sur Guam.
Les navires quittèrent Guam le 25 janvier 1946 pour l'étape suivante de leur voyage. Le 29 janvier, le I-203 subit une nouvelle panne de moteur qui l'aurait obligé à passer une nuit supplémentaire en mer, bien qu'il aurait également atteint Eniwetok le 31 janvier 1946 avec le reste des navires. Le commandant de la formation décida de sauter l'arrêt prévu à l'atoll Johnston et de se rendre directement d'Eniwetok à Pearl Harbor. Un voyage direct d'Eniwetok à Pearl Harbor dépassant la portée des I-201 et I-203, il ordonna de remorquer les deux sous-marins. À 7 heures le 2 février 1946, les navires quittèrent Eniwetok. La formation arriva à Pearl Harbor le 13 février 1946, et les I-201 et I-203 y entrèrent en qualité de gardiens avec des équipages réduits pendant que la marine américaine étudiait leur conception.

#### Élimination
Les relations d'après-guerre avec l'Union soviétique se détériorant rapidement et les États-Unis craignant de plus en plus qu'en vertu des accords d'après-guerre, les Soviétiques exigent l'accès aux sous-marins japonais capturés qui fourniraient à la marine soviétique des informations précieuses sur les conceptions avancées des sous-marins japonais,, la marine américaine a donné l'ordre le 26 mars 1946 de couler tous les sous-marins japonais capturés. En conséquence, la marine américaine a coulé le I-203 comme navire-cible lors des essais de l'explosif Mark 9 au large de Pearl Harbor le 21 mai 1946. Il a coulé à 11h43 à la position géographique de 21° 13′ N, 158° 08′ O après que le sous-marin USS Caiman (SS-323) l'ait touché avec une torpille Mark 18 Mod 2.